# Hr.Ms. Maria Elizabeth (1941)
De Hr.Ms. Maria Elizabeth (FY 895) was een Nederlandse hulpmijnenveger. Het schip was gebouwd als IJM 114 door de Nederlandse scheepswerf A. Pannevis te Alphen aan den Rijn. In mei 1940 wist het schip te vluchten naar het Verenigd Koninkrijk, waar het in 1941 gevorderd werd door de Nederlandse marine en omgebouwd tot hulpmijnenveger
De Maria Elizabeth maakt deel uit van de 160ste mijnenvegergroep in Milford Haven. Andere schepen die onderdeel vormen van deze groep zijn Bruinvisch, Dolfijn Isabel. De 160ste mijnenvegersgroep is verantwoordelijk voor het opruimen van op drift geslagen mijnen.
Na de uitdienststelling van de Isabel in 1944 werd het schip overgedragen aan de Britse marine.